# Cosmoclostis bivalva
Cosmoclostis bivalva – gatunek motyli z rodziny piórolotkowatych.
Gatunek ten opisany został w 2011 roku przez Ceesa Gielisa na podstawie pojedynczego samca.
Motyl o ciemnobrązowej głowie z białymi łuskami u nasady czułków, szarobrązowym tułowiu z szarobiałym śródtułowiem, ciemnobrązowo-białym odwłoku i szarobiałych odnóżach tylnych z brązowymi liniami na udach. Czułki grzebieniaste, jasnobrązowoszare z wierzchu i białawe od spodu. Przednie skrzydła mają rozpiętość 12 mm, wcięte są od 2/5 długości, z wierzchu są ciemnoszarobrązowe, od spodu ciemnobrązowe, z obu stron z trzema łatkami białych łusek (dwoma na piórku pierwszym i jednej na drugim). Tylne skrzydła z wierzchu są ciemnoszarobrązowe, a od spodu ciemnobrązowe z czarnymi łuskami wzdłuż żyłek. Strzępiny obu par skrzydeł są brązowoszare. Samiec ma symetryczne walwy o rozszerzonych i nieco wyciętych wierzchołkach, a unkus o podstawie szerokiej i wierzchołku spiczastym.
Owad afrotropikalny, znany tylko z Hunters Lodge w Kenii.